# Swanahilde de Baviera
Swanahilde de Baviera (entre el 705 y 710 - después del 741), llamada también Sonichilde, fue una princesa bávara de la familia Agilolfinga, segunda esposa de Carlos Martel, duque de los francos, con quien tuvo a su hijo Grifón.

## Origen familiar

### Certezas
Las únicas certezas que tenemos sobre sus padres son las siguientes :
- La Crónica de Fredegario cuenta que «Al final del año [725], habiendo reunido un gran número de tropas, [Carlos Martel] cruzó el Rin, atravesó el país de los alemanes y suevos, avanzó hasta el Danubio y, tras cruzarlo, ocupó la tierra de los bávaros ; habiéndolo sometido, regresó a Francia con muchos tesoros y con cierta matrona llamada Bilitrude, así como con su sobrina Sonnichilde.».[a]
- Eginhard, señala en sus anales que durante «este año [741], Carlos murió, dejando como herederos a tres hijos, Carlomán, por supuesto, y Pipino, así como Grifón, que nació de una (alianza) menor, teniendo una madre llamada Swanahilde, sobrina de Odilon, Duque de Baviera».[b]
- una letanía del Liber confraternitatum augiensis que menciona a los primeros soberanos carolingios la califica como regina, lo que no hace con las otras dos esposas de Carlos Martel.[c] El contexto no permite tomar el significado de reina, pero Regina también significaba princesa real, lo que implica su pertenencia a la familia merovingia o Agilolfinga, y más probablemente a la segunda familia, debido a sus vínculos bávaros.[1]

### Reconstrucción familiar tradicional
Tradicionalmente, los historiadores utilizan la siguiente genealogía, que se puede encontrar, entre otros, en Pierre Riché:
|           |           |           |           |           |           |           |           |           |           |           |           |           |           |           |           | {{{THE}}} |           |           |           |           |           |  |  |           |           |           |           |           |           |  |  |           |           |           |           |           |           |  |  |  |  |  |  |  |  |  |  |  |  |  |  |  |  |  |  |  |  |  |  |  |  |  |  |
|           |           |           |           |           |           |           |           |           |           |           |           |           |           |           |           |           |           |           |           |           |           |  |  |           |           | {{{Ÿ}}}   |           |           |           |  |  |           |           |           |           |           |           |  |  |  |  |  |  |  |  |  |  |  |  |  |  |  |  |  |  |  |  |  |  |  |  |  |  |
|           |           |           |           |           |           |           |           |           |           |           |           |           |           |           |           |           |           |           |           |           |           |  |  |           |           |           |           |           |           |  |  |           |           |           |           |           |           |  |  |  |  |  |  |  |  |  |  |  |  |  |  |  |  |  |  |  |  |  |  |  |  |  |  |
| {{{THE}}} | {{{THE}}} | {{{THE}}} | {{{THE}}} | {{{THE}}} | {{{THE}}} |           |           |           |           |           |           | {{{GRI}}} | {{{GRI}}} | {{{GRI}}} | {{{GRI}}} | {{{GRI}}} | {{{GRI}}} |           |           |           |           |  |  | {{{THB}}} | {{{THB}}} | {{{THB}}} | {{{THB}}} | {{{THB}}} | {{{THB}}} |  |  | {{{TAS}}} | {{{TAS}}} | {{{TAS}}} | {{{TAS}}} | {{{TAS}}} | {{{TAS}}} |  |  |  |  |  |  |  |  |  |  |  |  |  |  |  |  |  |  |  |  |  |  |  |  |  |  |
| {{{THE}}} | {{{THE}}} | {{{THE}}} | {{{THE}}} | {{{THE}}} | {{{THE}}} |           |           |           |           |           |           | {{{GRI}}} | {{{GRI}}} | {{{GRI}}} | {{{GRI}}} | {{{GRI}}} | {{{GRI}}} |           |           |           |           |  |  | {{{THB}}} | {{{THB}}} | {{{THB}}} | {{{THB}}} | {{{THB}}} | {{{THB}}} |  |  | {{{TAS}}} | {{{TAS}}} | {{{TAS}}} | {{{TAS}}} | {{{TAS}}} | {{{TAS}}} |  |  |  |  |  |  |  |  |  |  |  |  |  |  |  |  |  |  |  |  |  |  |  |  |  |  |
| {{{SWA}}} | {{{SWA}}} | {{{SWA}}} | {{{SWA}}} | {{{SWA}}} | {{{SWA}}} |           |           | {{{CHA}}} | {{{CHA}}} | {{{CHA}}} | {{{CHA}}} | {{{CHA}}} | {{{CHA}}} |           |           | {{{ROT}}} | {{{ROT}}} | {{{ROT}}} | {{{ROT}}} | {{{ROT}}} | {{{ROT}}} |  |  | {{{HUG}}} | {{{HUG}}} | {{{HUG}}} | {{{HUG}}} | {{{HUG}}} | {{{HUG}}} |  |  |           |           |           |           |           |           |  |  |  |  |  |  |  |  |  |  |  |  |  |  |  |  |  |  |  |  |  |  |  |  |  |  |
| {{{SWA}}} | {{{SWA}}} | {{{SWA}}} | {{{SWA}}} | {{{SWA}}} | {{{SWA}}} |           |           | {{{CHA}}} | {{{CHA}}} | {{{CHA}}} | {{{CHA}}} | {{{CHA}}} | {{{CHA}}} |           |           | {{{ROT}}} | {{{ROT}}} | {{{ROT}}} | {{{ROT}}} | {{{ROT}}} | {{{ROT}}} |  |  | {{{HUG}}} | {{{HUG}}} | {{{HUG}}} | {{{HUG}}} | {{{HUG}}} | {{{HUG}}} |  |  |           |           |           |           |           |           |  |  |  |  |  |  |  |  |  |  |  |  |  |  |  |  |  |  |  |  |  |  |  |  |  |  |
|           |           |           |           |           |           |           |           |           |           |           |           |           |           |           |           |           |           |           |           |           |           |  |  |           |           |           |           |           |           |  |  |           |           |           |           |           |           |  |  |  |  |  |  |  |  |  |  |  |  |  |  |  |  |  |  |  |  |  |  |  |  |  |  |
|           |           |           |           | {{{GRI}}} | {{{GRI}}} | {{{GRI}}} | {{{GRI}}} | {{{GRI}}} | {{{GRI}}} |           |           | {{{HIL}}} | {{{HIL}}} | {{{HIL}}} | {{{HIL}}} | {{{HIL}}} | {{{HIL}}} |           |           |           |           |  |  | {{{ODI}}} | {{{ODI}}} | {{{ODI}}} | {{{ODI}}} | {{{ODI}}} | {{{ODI}}} |  |  |           |           |           |           |           |           |  |  |  |  |  |  |  |  |  |  |  |  |  |  |  |  |  |  |  |  |  |  |  |  |  |  |
|           |           |           |           | {{{GRI}}} | {{{GRI}}} | {{{GRI}}} | {{{GRI}}} | {{{GRI}}} | {{{GRI}}} |           |           | {{{HIL}}} | {{{HIL}}} | {{{HIL}}} | {{{HIL}}} | {{{HIL}}} | {{{HIL}}} |           |           |           |           |  |  | {{{ODI}}} | {{{ODI}}} | {{{ODI}}} | {{{ODI}}} | {{{ODI}}} | {{{ODI}}} |  |  |           |           |           |           |           |           |  |  |  |  |  |  |  |  |  |  |  |  |  |  |  |  |  |  |  |  |  |  |  |  |  |  |
|           |           |           |           |           |           |           |           |           |           |           |           |           |           |           |           |           |           |           |           |           |           |  |  |           |           |           |           |           |           |  |  |           |           |           |           |           |           |  |  |  |  |  |  |  |  |  |  |  |  |  |  |  |  |  |  |  |  |  |  |  |  |  |  |
|           |           |           |           |           |           |           |           |           |           |           |           |           |           |           |           |           |           | {{{TAS}}} |           |           |           |  |  |           |           |           |           |           |           |  |  |           |           |           |           |           |           |  |  |  |  |  |  |  |  |  |  |  |  |  |  |  |  |  |  |  |  |  |  |  |  |  |  |

### Otra hipótesis familiares
Esta reconstrucción clásica no tiene en cuenta el hecho de que Odilon es su tío. Durante el siglo pasado, el conocimiento sobre los Agilolfingos ha mejorado y ciertos hechos y relaciones han salido a la luz :
- a principios del siglo VIII, una abadesa de Nonnberg llamada Ragentrude es descrita como duquesa de Baviera. Esta sería la esposa de Tiberto de Baviera y la madre de Hugoberto de Baviera, ambos duques de Baviera. El testamento de Adela de Pfalzel, menciona a sus hermanas, una Ragentrude (identificada con la duquesa de Baviera) y una Plectrude (identificada con la esposa del mayordomo de palacio Pipino el Joven), lo que la convierte en hija del senescal Hugoberto.[3][4] El nombre de Belectrude es similar a Plectrude, y podría ser una hija del primer matrimonio de Ragentrude.[5]
- Erich Zollner demostró en 1915 que Odilon es hijo de Godofredo, duque de Alemania y Karl-August Eckhardt propuso ver en la esposa de Godofredo a una hija o hermana de Tasilón II.[6]

Estos descubrimientos permiten a Christian Settipani proponer la siguiente tabla: 
|           |           |           |           |           |           |           |           |           |           |           |           |           |           |  |  |           |           |           |           |           |           |         |         |           |           |           |           |           |           |           |           |           |           |           |           |           |           |           |           | {{{THE}}} |           |           |           |           |           |           |           |           |           |           |           |           |           |           |           |           |           |           |           |           |           |         |         |           |           |           |           |           |           |           |           |           |           |  |  |  |  |  |  |  |  |  |  |
|           |           |           |           |           |           |           |           |           |           |           |           |           |           |  |  |           |           |           |           |           |           |         |         |           |           |           |           |           |           |           |           |           |           |           |           |           |           |           |           |           |           |           |           |           |           |           |           |           |           |           |           |           |           |           |           |           |           |           |           |           |           |         |         |           |           |           |           |           |           |           |           |           |           |  |  |  |  |  |  |  |  |  |  |
|           |           |           |           |           |           |           |           |           |           |           |           |           |           |  |  |           |           |           |           |           |           |         |         |           |           |           |           |           |           |           |           |           |           |           |           |           |           |           |           |           |           |           |           |           |           |           |           |           |           |           |           |           |           |           |           |           |           |           |           |           |           |         |         |           |           |           |           |           |           |           |           |           |           |  |  |  |  |  |  |  |  |  |  |
|           |           |           |           | {{{HUG}}} | {{{HUG}}} | {{{HUG}}} | {{{HUG}}} | {{{HUG}}} | {{{HUG}}} |           |           |           |           |  |  |           |           |           |           |           |           |         |         |           |           |           |           |           |           |           |           | {{{THE}}} | {{{THE}}} | {{{THE}}} | {{{THE}}} | {{{THE}}} | {{{THE}}} |           |           |           |           |           |           |           |           |           |           |           |           |           |           |           |           |           |           |           |           |           |           |           |           |         |         |           |           |           |           |           |           |           |           |           |           |  |  |  |  |  |  |  |  |  |  |
|           |           |           |           | {{{HUG}}} | {{{HUG}}} | {{{HUG}}} | {{{HUG}}} | {{{HUG}}} | {{{HUG}}} |           |           |           |           |  |  |           |           |           |           |           |           |         |         |           |           |           |           |           |           |           |           | {{{THE}}} | {{{THE}}} | {{{THE}}} | {{{THE}}} | {{{THE}}} | {{{THE}}} |           |           |           |           |           |           |           |           |           |           |           |           |           |           |           |           |           |           |           |           |           |           |           |           |         |         |           |           |           |           |           |           |           |           |           |           |  |  |  |  |  |  |  |  |  |  |
|           |           |           |           |           |           |           |           |           |           |           |           |           |           |  |  |           |           |           |           |           |           |         |         |           |           |           |           |           |           |           |           |           |           |           |           |           |           |           |           |           |           |           |           |           |           |           |           |           |           |           |           |           |           |           |           |           |           |           |           |           |           |         |         |           |           |           |           |           |           |           |           |           |           |  |  |  |  |  |  |  |  |  |  |
| {{{PLE}}} | {{{PLE}}} | {{{PLE}}} | {{{PLE}}} | {{{PLE}}} | {{{PLE}}} |           |           | {{{NNN}}} | {{{NNN}}} | {{{NNN}}} | {{{NNN}}} | {{{NNN}}} | {{{NNN}}} |  |  | {{{RAG}}} | {{{RAG}}} | {{{RAG}}} | {{{RAG}}} | {{{RAG}}} | {{{RAG}}} | {{{ÿ}}} | {{{ÿ}}} | {{{ÿ}}}   | {{{ÿ}}}   | {{{ÿ}}}   | {{{ÿ}}}   | {{{THB}}} | {{{THB}}} | {{{THB}}} | {{{THB}}} | {{{THB}}} | {{{THB}}} |           |           | {{{GRI}}} | {{{GRI}}} | {{{GRI}}} | {{{GRI}}} | {{{GRI}}} | {{{GRI}}} |           |           | {{{THE}}} | {{{THE}}} | {{{THE}}} | {{{THE}}} | {{{THE}}} | {{{THE}}} |           |           | {{{NNE}}} | {{{NNE}}} | {{{NNE}}} | {{{NNE}}} | {{{NNE}}} | {{{NNE}}} |           |           | {{{ÿ}}}   | {{{ÿ}}}   | {{{ÿ}}} | {{{ÿ}}} | {{{ÿ}}}   | {{{ÿ}}}   |           |           | {{{GOD}}} | {{{GOD}}} | {{{GOD}}} | {{{GOD}}} | {{{GOD}}} | {{{GOD}}} |  |  |  |  |  |  |  |  |  |  |
| {{{PLE}}} | {{{PLE}}} | {{{PLE}}} | {{{PLE}}} | {{{PLE}}} | {{{PLE}}} |           |           | {{{NNN}}} | {{{NNN}}} | {{{NNN}}} | {{{NNN}}} | {{{NNN}}} | {{{NNN}}} |  |  | {{{RAG}}} | {{{RAG}}} | {{{RAG}}} | {{{RAG}}} | {{{RAG}}} | {{{RAG}}} | {{{ÿ}}} | {{{ÿ}}} | {{{ÿ}}}   | {{{ÿ}}}   | {{{ÿ}}}   | {{{ÿ}}}   | {{{THB}}} | {{{THB}}} | {{{THB}}} | {{{THB}}} | {{{THB}}} | {{{THB}}} |           |           | {{{GRI}}} | {{{GRI}}} | {{{GRI}}} | {{{GRI}}} | {{{GRI}}} | {{{GRI}}} |           |           | {{{THE}}} | {{{THE}}} | {{{THE}}} | {{{THE}}} | {{{THE}}} | {{{THE}}} |           |           | {{{NNE}}} | {{{NNE}}} | {{{NNE}}} | {{{NNE}}} | {{{NNE}}} | {{{NNE}}} |           |           | {{{ÿ}}}   | {{{ÿ}}}   | {{{ÿ}}} | {{{ÿ}}} | {{{ÿ}}}   | {{{ÿ}}}   |           |           | {{{GOD}}} | {{{GOD}}} | {{{GOD}}} | {{{GOD}}} | {{{GOD}}} | {{{GOD}}} |  |  |  |  |  |  |  |  |  |  |
|           |           |           |           |           |           |           |           |           |           |           |           |           |           |  |  |           |           |           |           |           |           | {{{ä}}} | {{{ä}}} | {{{ä}}}   | {{{ä}}}   | {{{ä}}}   | {{{ä}}}   |           |           |           |           |           |           |           |           |           |           |           |           |           |           |           |           |           |           |           |           |           |           |           |           |           |           | {{{ÿ}}}   | {{{ÿ}}}   | {{{ÿ}}}   | {{{ÿ}}}   | {{{ÿ}}}   | {{{ÿ}}}   |           |           |         |         |           |           | {{{Ÿ}}}   | {{{Ÿ}}}   | {{{Ÿ}}}   | {{{Ÿ}}}   | {{{Ÿ}}}   | {{{Ÿ}}}   |           |           |  |  |  |  |  |  |  |  |  |  |
|           |           |           |           |           |           |           |           |           |           |           |           |           |           |  |  |           |           |           |           |           |           |         | {{{ä}}} | {{{ä}}}   | {{{ä}}}   | {{{ä}}}   | {{{ä}}}   |           |           |           |           |           |           |           |           |           |           |           |           |           |           |           |           |           |           |           |           |           |           |           |           |           |           | {{{ÿ}}}   | {{{ÿ}}}   | {{{ÿ}}}   | {{{ÿ}}}   | {{{ÿ}}}   | {{{ÿ}}}   |           |           |         |         |           |           | {{{Ÿ}}}   | {{{Ÿ}}}   | {{{Ÿ}}}   | {{{Ÿ}}}   | {{{Ÿ}}}   | {{{Ÿ}}}   |           |           |  |  |  |  |  |  |  |  |  |  |
|           |           |           |           |           |           |           |           | {{{BLE}}} | {{{BLE}}} | {{{BLE}}} | {{{BLE}}} | {{{BLE}}} | {{{BLE}}} |  |  | {{{HUG}}} | {{{HUG}}} | {{{HUG}}} | {{{HUG}}} | {{{HUG}}} | {{{HUG}}} |         |         | {{{TAS}}} | {{{TAS}}} | {{{TAS}}} | {{{TAS}}} | {{{TAS}}} | {{{TAS}}} |           |           |           |           |           |           |           |           |           |           | {{{IMM}}} | {{{IMM}}} | {{{IMM}}} | {{{IMM}}} | {{{IMM}}} | {{{IMM}}} |           |           | {{{LEU}}} | {{{LEU}}} | {{{LEU}}} | {{{LEU}}} | {{{LEU}}} | {{{LEU}}} |           |           | {{{THE}}} | {{{THE}}} | {{{THE}}} | {{{THE}}} | {{{THE}}} | {{{THE}}} |         |         | {{{ODI}}} | {{{ODI}}} | {{{ODI}}} | {{{ODI}}} | {{{ODI}}} | {{{ODI}}} |           |           |           |           |  |  |  |  |  |  |  |  |  |  |
|           |           |           |           |           |           |           |           | {{{BLE}}} | {{{BLE}}} | {{{BLE}}} | {{{BLE}}} | {{{BLE}}} | {{{BLE}}} |  |  | {{{HUG}}} | {{{HUG}}} | {{{HUG}}} | {{{HUG}}} | {{{HUG}}} | {{{HUG}}} |         |         | {{{TAS}}} | {{{TAS}}} | {{{TAS}}} | {{{TAS}}} | {{{TAS}}} | {{{TAS}}} |           |           |           |           |           |           |           |           |           |           | {{{IMM}}} | {{{IMM}}} | {{{IMM}}} | {{{IMM}}} | {{{IMM}}} | {{{IMM}}} |           |           | {{{LEU}}} | {{{LEU}}} | {{{LEU}}} | {{{LEU}}} | {{{LEU}}} | {{{LEU}}} |           |           | {{{THE}}} | {{{THE}}} | {{{THE}}} | {{{THE}}} | {{{THE}}} | {{{THE}}} |         |         | {{{ODI}}} | {{{ODI}}} | {{{ODI}}} | {{{ODI}}} | {{{ODI}}} | {{{ODI}}} |           |           |           |           |  |  |  |  |  |  |  |  |  |  |
|           |           |           |           |           |           |           |           |           |           |           |           |           |           |  |  |           |           |           |           |           |           |         |         |           |           |           |           |           |           |           |           |           |           |           |           |           |           |           |           |           |           |           |           |           |           |           |           |           |           |           |           |           |           |           |           |           |           |           |           |           |           |         |         |           |           |           |           |           |           |           |           |           |           |  |  |  |  |  |  |  |  |  |  |
|           |           |           |           |           |           |           |           |           |           |           |           |           |           |  |  |           |           |           |           |           |           |         |         |           |           |           |           |           |           |           |           | {{{SWA}}} | {{{SWA}}} | {{{SWA}}} | {{{SWA}}} | {{{SWA}}} | {{{SWA}}} |           |           |           |           |           |           |           |           |           |           |           |           |           |           |           |           |           |           |           |           |           |           |           |           |         |         | {{{TAS}}} | {{{TAS}}} | {{{TAS}}} | {{{TAS}}} | {{{TAS}}} | {{{TAS}}} |           |           |           |           |  |  |  |  |  |  |  |  |  |  |

## Biografía
Según cuenta la crónica de Fredegario, Swanahilde era una princesa agilofinga capturada en 725 por los ejércitos de Carlos Martel durante una campaña en Baviera. Este último, que acababa de enviudar de Rotrude, se casó con ella poco después y dio luz a un hijo, Grifón. Ambiciosa, intentó convencer a su marido de que le dejara a su hijo una parte importante del reino, y este acabó accediendo a dividir el reino en tres y dejarle a ella la parte central.  
Cuando Carlos Martel murió, sus dos hijos mayores, Carlomán y Pipino, hicieron a un lado a su hermano menor y dividieron el reino en dos. Swanahilde empujó a su hijo a rebelarse, pero fue derrotado y encarcelado, mientras que su madre fue relegada a la Abadía de Chelles.